# Lusail
Lusail (arabiska: لوسيل), även Lusail City, är en stad under uppbyggnad i Qatar, 15 kilometer norr om huvudstaden Doha. Staden började byggas 2009 och beräknades vara klar någon gång mellan 2016 och 2018. Enligt uppgift var 80 % av infrastrukturen  klar i april 2018. När staden blir helt klar kommer den att ha upp till 250 000 invånare och 190 000 kontorsanställda.

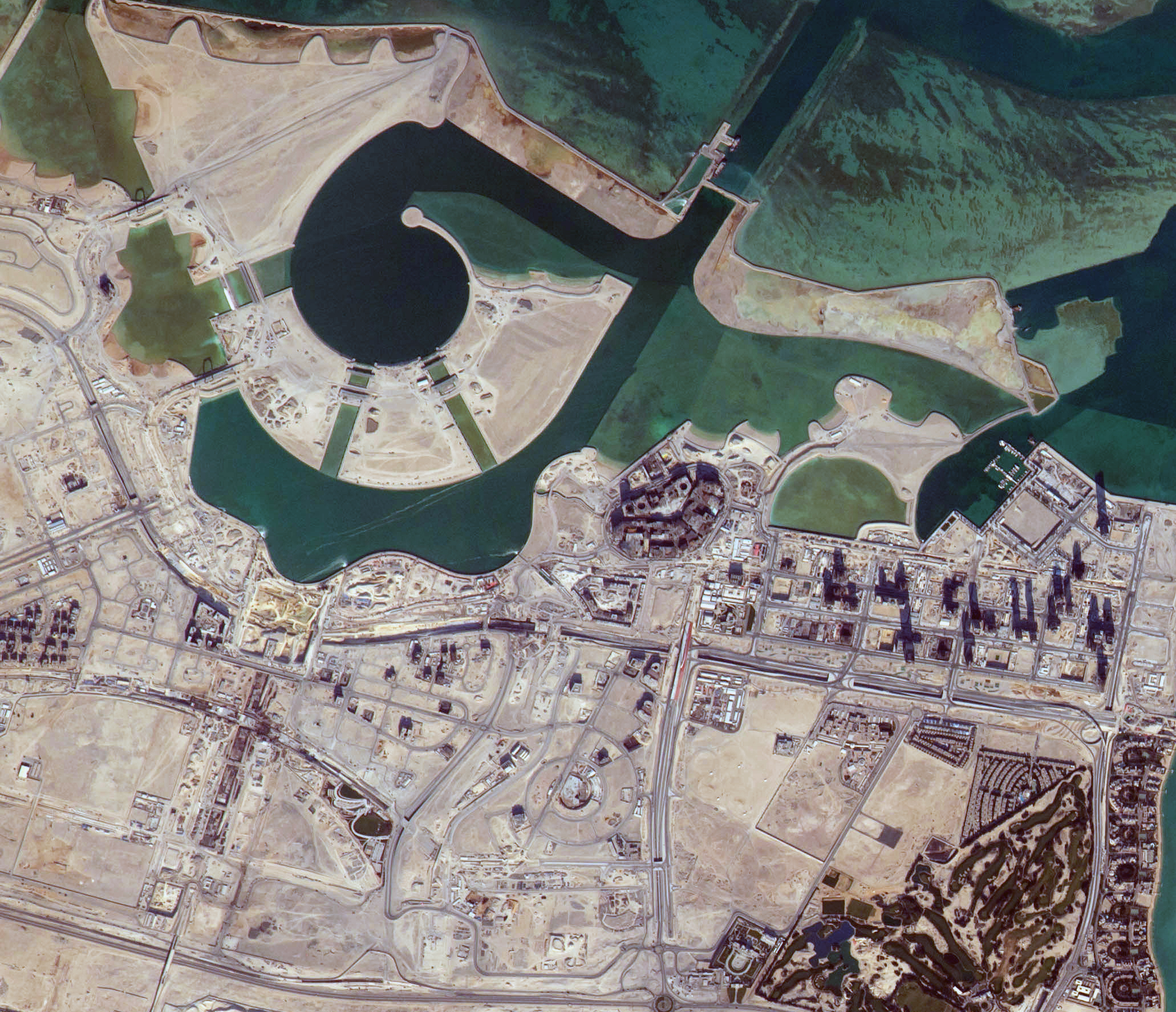
Satellitbild från 2016.

## Sport
Staden är en av sju städer i Qatar som kommer att stå som värd för världsmästerskapet i fotboll 2022. Den är även värd för handbolls-VM 2015 tillsammans med Doha. Till dess planeras det byggas en ny fotbollsarena, Lusail Iconic Stadium, som kommer att kunna ta in 86 250 åskådare och vara värd för både öppningsmatchen och finalen.